# Il buggzzum
Il buggzzum è stato un gioco a quiz televisivo, andato in onda tra il 1979 e il 1981 su Telemontecarlo, alle ore 20:00, da lunedì al sabato, condotto da Roberto Arnaldi e Daniela Palandri.

## Contenuti
Ideato da Jacques Antoine e Noel Coutisson, fu il primo gioco a quiz preserale dell'emittente monegasca, e ottenne un buon successo di pubblico.
Il "buggzzum", parola volutamente intraducibile, era un oggetto misterioso da indovinare, mostrato attraverso un'immagine fotografica in modo tale da renderne arduo il suo riconoscimento. Prevedeva la partecipazione di sette concorrenti in studio, i quali ponevano delle domande alle quali il conduttore poteva rispondere solo "si" o "no". Inoltre partecipavano anche i concorrenti da casa tramite telefonate e cartoline postali.
I concorrenti (sia quelli in studio che quelli da casa) con un montepremi che partiva dalla cifra base di 10.000 lire, avevano le opzioni Affermo ed Escludo (quest'ultima poteva essere utilizzata dieci volte complessive, mentre l'opzione Affermo soltanto una volta) per indicare cosa potesse (o non potesse) essere l'oggetto attraverso affermazioni insolite, verificate tramite un notaio. Se l'affermazione era ritenuta valida il concorrente vinceva la cifra base, altrimenti era eliminato e la cifra del montepremi aumentava: fu questa caratteristica che lo rese appassionante.
In questo gioco venne vinta una delle prime grandi cifre messe in palio dalla televisione in una singola puntata (70 milioni di lire), riguardante l'individuazione di una scatola per riporre i solini (colletti rigidi dei sacerdoti).

## Sigle
La sigla iniziale era un brano strumentale in stile del cinema di spionaggio, dove una valigia nera (del montepremi) viene riempita di soldi da una mano misteriosa e portata con una limousine negli studi televisivi dove si registrava il programma. La sigla di chiusura era il brano, in stile disco music, "Buggzzum", eseguito dal gruppo "The Shameless".
Nel 1981 l'Editrice Giochi produsse un gioco da tavolo ispirato alle caratteristiche del programma. Dopo la fine della trasmissione, avvenuta nel novembre del 1981, Roberto Arnaldi passerà a condurre un altro quiz preserale, Gli affari sono affari.